# Ала (римская армия)

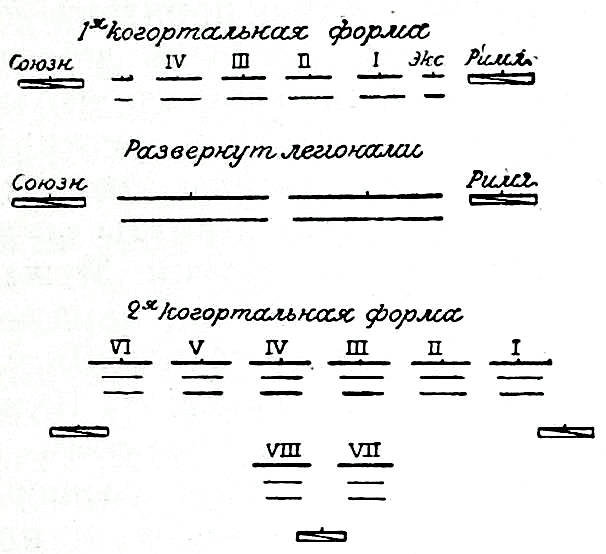
Римский боевой порядок (когортальный строй).
Рисунок из статьи «История военного искусства»
(«Военная энциклопедия Сытина»; 1913 год).

А́ла или Аларии (от лат. ala — буквально «крыло», название происходит от традиционного применения легионной конницы на флангах) — конное вспомогательное подразделение (конный отряд) римского войска, позднее состоявшее обычно из неиталийских союзников (ala sociorum) Рима.
При римских императорах так назывались отдельные конные полки Римского войска, численностью в 500 — 1 000 всадников, под предводительством местных вождей (неримлян) и называвшиеся, по местностям или народностям, например батавская ала (ala Batavorum), маврская ала, гальских ветеранов и прочие.

## История
Прототипы ал (крыльев) появились при Цезаре во время его галльских кампаний, представлявшее собой сперва конный отряд флангового прикрытия пехоты, когда, видимо, каждую алу (крыло) составляли 10 турм (компаний). Ала (крыло) номинальной численностью в 500 всадников (всего коней — 504, без префекта) называлась quingenaria, в 1000 всадников (всего коней — 1090, без префекта) — milliaria.
Ала квингенария (Ala quingenaria) изначально делилась на 16 турм (компаний) по три декурии (десятка) в каждой, включавшей 10 всадников и одного офицера. Ала милиария (Ala milliaria) состояла из 24 турм (компаний) под начальством префекта (praefectus alae). По Гигину, в укреплённом лагере могли находиться четыре alae milliariae и пять alae quingenariae.
Всадник алы назывался аларис (alaris (alarius)). Существовали и алы (крылья), состоящие из боевых верблюдов (alae dromedariae).